# Geburtsort
Der Geburtsort gehört zu den allgemeinen Personenstandsdaten.

## Deutschland
In Deutschland wird der Geburtsort zusammen mit Tag, Stunde und Minute der Geburt im Geburtenregister beurkundet (§ 21 Abs. 1 Nr. 2 PStG). In der Allgemeinen Verwaltungsvorschrift zum Personenstandsgesetz (PStG-VwV) ist die Geburt definiert:

„Unter Geburt ist das vollständige Ausscheiden des Kindes aus dem Mutterleib zu verstehen, die Durchtrennung der Nabelschnur ist nicht erforderlich.“

Für die Beurkundung der Geburt eines Kindes ist grundsätzlich das Standesamt zuständig, in dessen Bezirk es geboren wird. Notiert wird der Name der formal selbständigen Gemeinde. Zum Beispiel bekommt eine Hausgeburt, die in dem Contwiger Ortsteil Stambach auf die Welt kommt, als Geburtsort Contwig eingetragen. Die zuständige Meldebehörde ist in diesem Fall die Verwaltung der Verbandsgemeinde Zweibrücken-Land, da Contwig kein eigenes Standesamt hat.
Bei späteren Änderungen der Gemeinden wird in der Geburtsurkunde, wie auch bei der Eintragung beim Einwohnermeldeamt, vermerkt, wie der Ort zum Zeitpunkt der Geburt hieß, und mit der Verknüpfung „jetzt“, wie der Ort heute heißt (z. B. Hansfelde, jetzt Hamberge). Die Änderung kann vorgenommen werden, wenn die Person über die Gemeindegrenze hinweg umzieht, andernfalls erfolgt keine Änderung.
Wenn ein deutscher Staatsangehöriger im Ausland geboren wurde, kann die Geburt auf Antrag im Geburtenregister beim zuständigen Standesamt in Deutschland beurkundet und eine deutsche Geburtsurkunde ausgestellt werden.
Den Antrag hierfür können Auslandsdeutsche über die für sie zuständige deutsche Auslandsvertretung stellen.

### Geburten in Land-, Luftfahrzeugen und auf Schiffen
Ist bei einer Geburt in einem Land- oder Luftfahrzeug der Ort bekannt, an dem das Kind geboren wurde, so ist dieser Ort in die Personenstandsregister einzutragen; ist der Ort nicht bekannt, so ist der für die Zuständigkeit maßgebende Ort als Geburtsort einzutragen. Zuständig ist das Standesamt, in dessen Bezirk die Mutter das Fahrzeug verlässt. Eine Geburt auf einem Binnenschiff beurkundet das Standesamt, in dessen Bezirk das Schiff zuerst vor Anker geht oder anlegt (§ 32 PStV). Damit sollen ungenaue Angaben oder die im täglichen Leben hinderlichen Angaben „geboren auf der Fahrt von ... nach“ vermieden werden.
Für die Beurkundung der auf dem Bodensee eingetretenen Geburten und Sterbefälle gilt das Übereinkommen der Bodenseeuferstaaten über die Beurkundung der auf dem Bodensee eingetretenen Geburten und Sterbefälle vom 16. März 1880.
Bei einer Geburt über nationalem Hoheitsgebiet kommt es für die Staatsangehörigkeit des Kindes nach dem Chicagoer Abkommen darauf an, ob in dem überflogenen Land territoriales Hoheitsrecht mit Geburtsortprinzip gilt oder das Abstammungsrecht greift. Kommt das Kind über internationalen Gewässern zur Welt, erhält es im Zweifel nach Art. 3 der UN-Konvention zur Reduzierung von Staatenlosigkeit von 1961 die Staatsangehörigkeit des Landes, in dem das Flugzeug registriert ist, wenn es sonst staatenlos würde.

Bei einer Geburt auf einem unter deutscher Flagge fahrenden Schiff in internationalen Gewässern ist das Standesamt I in Berlin zuständig, nicht aber beim Verlassen des Schiffs in einem Hafen eines anderen Landes, in diesem Fall sind die dortigen Behörden zuständig. Die schriftliche Anzeige der Geburt muss vom Kapitän unterzeichnet werden und wird danach vom Standesamt I in Berlin urkundlich beglaubigt. Wenn das Schiff unter Flagge einer anderen Nationalität fährt, kann die deutsche Staatsbürgerschaft unter bestimmten Voraussetzungen gewährt werden, ansonsten gilt das Recht des Flaggenstaats nach § 37 wie folgt:

## Österreich
Die Geburt ist gemäß § 1 Abs. 2 Personenstandsgesetz (PStG 2013) ein Personenstandsfall. Tag und Ort der Geburt gehören zu den allgemeinen Personenstandsdaten (§ 2 Abs. 2 Z 2 PStG 2013) und sind gegenüber dem Zentralen Personenstandsregister (ZPR) anzuzeigen (§ 9 Abs. 1 PStG 2013). Bei Anzeige der Geburt sind Tag, Monat, Jahr, Stunde und Minute sowie Ort anzugeben.
Orte sind so zu bezeichnen, dass sie jederzeit ohne Schwierigkeiten ermittelt werden können. Einzutragen sind die im Amtskalender vermerkten aktuellen amtlichen Gemeindebezeichnungen. Bei der Angabe des Ortes des Ereignisses der Geburt, der Totgeburt und des Todes sowie der Wohnanschrift einer Person sind die amtliche Gemeindebezeichnung, die Ortschaft oder der Gemeindebezirk, die Straße, die Gasse oder der Platz und die Hausnummer anzuführen (z. B. Wien, Minoritenplatz 9). Lässt sich der genaue Ort der Geburt, der Totgeburt oder des Todes nicht ermitteln, ist das Ergebnis der (polizeilichen) Erhebungen einzutragen.
Die Eintragung erfolgt bei der Personenstandsbehörde am Ort der Geburt. Lässt sich der Ort der Geburt einer aufgefundenen Person nicht ermitteln, gilt als Geburtsort der Ort der Auffindung. Lässt sich der Ort der Geburt einer in einem Verkehrsmittel geborenen Person nicht ermitteln, gilt als Geburtsort der Ort, an dem die Person aus dem Verkehrsmittel gebracht wird (§ 10 PStG 2013).

## Schweiz
Die Geburt ist eine Zivilstandstatsache, die zum Personenstand gehört (Art. 39 ZGB). Die Geburt wird gemäß Art. 7, 8 Zivilstandsverordnung mit Datum, Zeit, Ort und gegebenenfalls mit der Angabe Totgeburt im Personenstandsregister mit dem System Infostar beurkundet.
Der Geburtsort wird in Schweizer Ausweisdokumenten (Pass/Identitätskarte) nicht genannt, stattdessen aber der Heimatort. Dieser bezeichnet jene Gemeinde, in der ein Bürger der Schweiz sein Heimatrecht hat.
Der Erwerb des Schweizer Bürgerrechts ist unabhängig vom Geburtsort, da es nach dem Bürgerrechtsgesetz dem Abstammungsprinzip folgt.

## Argentinien, Sowjetunion und Italien
Hier wurde in der Vergangenheit nicht der Ort der Geburt, sondern der Wohnort der Eltern des Kindes vermerkt.